# سهم عادي
الأسهم العادية Common stocks, ويطلق عليها أيضا الأسهم المعتادة وهي كما يشير اسمها الأكثر شيوعا من نوعي الأسهم وهي مصدر أساسي من مصادر التمويل للشركة, وهذا السهم يكون كل المساهمين فيه لهم نفس الحقوق في الأرباح وفي التصويت فلا يتميز أي مساهم على الآخر.
وللسهم العادي ثلاث قيم:
1. قيمه اسميه، وهي المكتوبة على الصك .[1][2]
2. قيمه دفتريه، وهي مساوية للقيمة الاسمية الا في حالة وجود أرباح محتجزه ويكون نموها حسب نمو الأرباح المحتجزة.
3. قيمه سوقيه، وتتحدد حسب قوى العرض والطلب.

## كيفية المحافظة على مكاسب السهم العادي
- زيادة الايراد من خلال رفع الكفاءة التشغيلية والتسويقية .
- ترشيد المصروف عن طريق ترشيد عناصر القيمة المضافة (مثل الإيجار والأجور والإهلاك والفوائد) بالإضافة إلى المواد.
- ترشيد الأموال المستثمرة مع تصفيه المتهالك منها من خلال تحسين إدارة المخزون وإدارة المدين وإدارة النقدية.